# Mento (música)

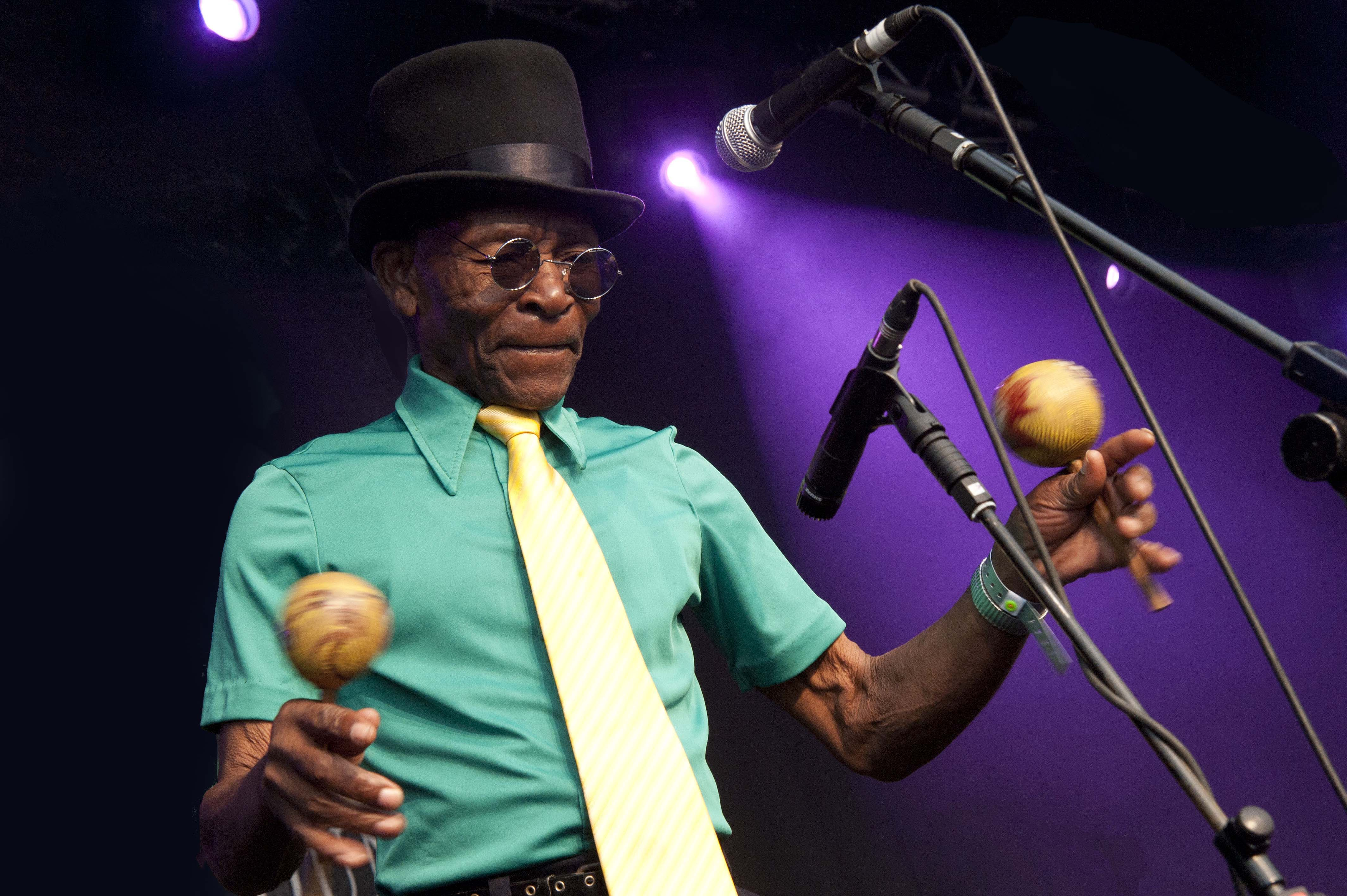
Banda The Jolly Boys de Mento jamaiquino.

Mento es un género tradicional de música de Jamaica precursora de la música ska y de reggae. Generalmente, el mento se sirve de instrumentos acústicos, como la guitarra, el banjo, diferentes tipos de tambores y la marímbula (un tipo de mbira en forma de caja sobre la que el músico puede sentarse cuando la toca). La marímbula hace las funciones del bajo en esta música.
El mento suele confundirse con el calipso, un género musical típico de Trinidad y Tobago. Aunque comparten similitudes, son estilos musicales diferentes. La diferenciación se explica por las diferentes historias coloniales de cada una de las islas, ya que el estilo jamaicano carece de las influencias españolas de otros géneros caribeños.
El género musical mento conserva elementos de las tradiciones de los esclavos venidos de África en la época colonial. Esta música cuenta igualmente con importantes influencias europeas, dado que los esclavos que tocaban música solían ser obligados a interpretarla para sus dueños. De este modo, incorporaron elementos de las dos tradiciones en su música folclórica. Las letras del mento suelen tratar sobre temas de la vida cotidiana de una forma ligera o cómica. En muchas ocasiones se refieren a la pobreza, las malas condiciones de las viviendas u otros temas sociales. También aparecen referencias sexuales de modo velado. Aunque el tratamiento de estos temas en el mento es comparativamente inocente, se ha sugerido que esta temática es precursora de la rudeza explícita de las letras del moderno dancehall.
La edad dorada del mento tuvo lugar en los años 1950, cuando los discos grabados por Stanley Motta, Ivan Chin, Ken Khouri y otros llevaron el mento a una nueva audiencia. En los años 1960 el mento fue eclipsado por el ska y el reggae, pero aún se siguió tocando en Jamaica, especialmente en las áreas más frecuentadas por turistas. Fue repopularizado por The Jolly Boys a fines de los años 1980 y principios de los 1990.